# Louis Seutin
Louis, baron Seutin, né à Nivelles le 18 octobre 1793 et décédé à Bruxelles le 29 janvier 1862, est un médecin en chef de l'armée belge en 1831 et sénateur de 1853 à 1862. Il a été fait baron par le roi Léopold Ier de Belgique.

## Biographie
Louis Seutin, né à Nivelles le 18 octobre 1793, est le fils de Louis Seutin et de Marie Raspe, tous deux agriculteurs. Dans les années 1820, il épouse Marie-Thérèse Caroly, fille d'un notaire de Bruxelles.
Son père, homme instruit, le fait entrer dans une école paroissiale tenue par l'abbé Lafontaine, dont le frère pratique la chirurgie. Cette circonstance fortuite décide de sa future carrière. Par après, il entre au collège de Nivelles avant d'entamer des études de médecine à Bruxelles.
Son livre de mémoires, ses ouvrages scientifiques ainsi que divers articles publiés à son sujet, permettent de reconstituer la suite de sa vie et son œuvre médicale. Sous le Premier Empire français, il est appelé par la conscription en mai 1812, comme officier de santé dans la Garde impériale. Lors de la campagne d'Allemagne en 1813, il officie comme chirurgien au milieu des combats sous les ordres du baron Dominique-Jean Larrey, alors chirurgien militaire réputé. À l'issue de la campagne, il est fait prisonnier et interné en Tchéquie. À la chute du Premier Empire en juin 1814, il est libéré et retourne à Nivelles. Après l'annexion de la Belgique par le royaume des Pays-Bas, il reprend du service comme chirurgien à l'hôpital militaire de Bruxelles. À la suite de la bataille de Waterloo en juin 1815, il opère jour et nuit les blessés ramenés à Bruxelles et il reçoit mission d'organiser les ambulances à Charleroi, Wavre, Nivelles et dans toutes les communes environnantes. En janvier 1816, il reçoit le diplôme de docteur en médecine de l'Université de Leyde. En avril 1820, il est diplômé docteur en chirurgie et accouchements de l'Université de Liège. En 1822, il fonde la Société des sciences médicales et naturelles de Bruxelles dont il devient le président. Le 1er avril 1823, il est nommé chirurgien en chef de l'Hôpital Saint-Pierre de Bruxelles. En septembre 1824, il est nommé professeur de médecine opératoire, d'accouchements et des maladies des femmes et des enfants à l'École de médecine de Bruxelles.

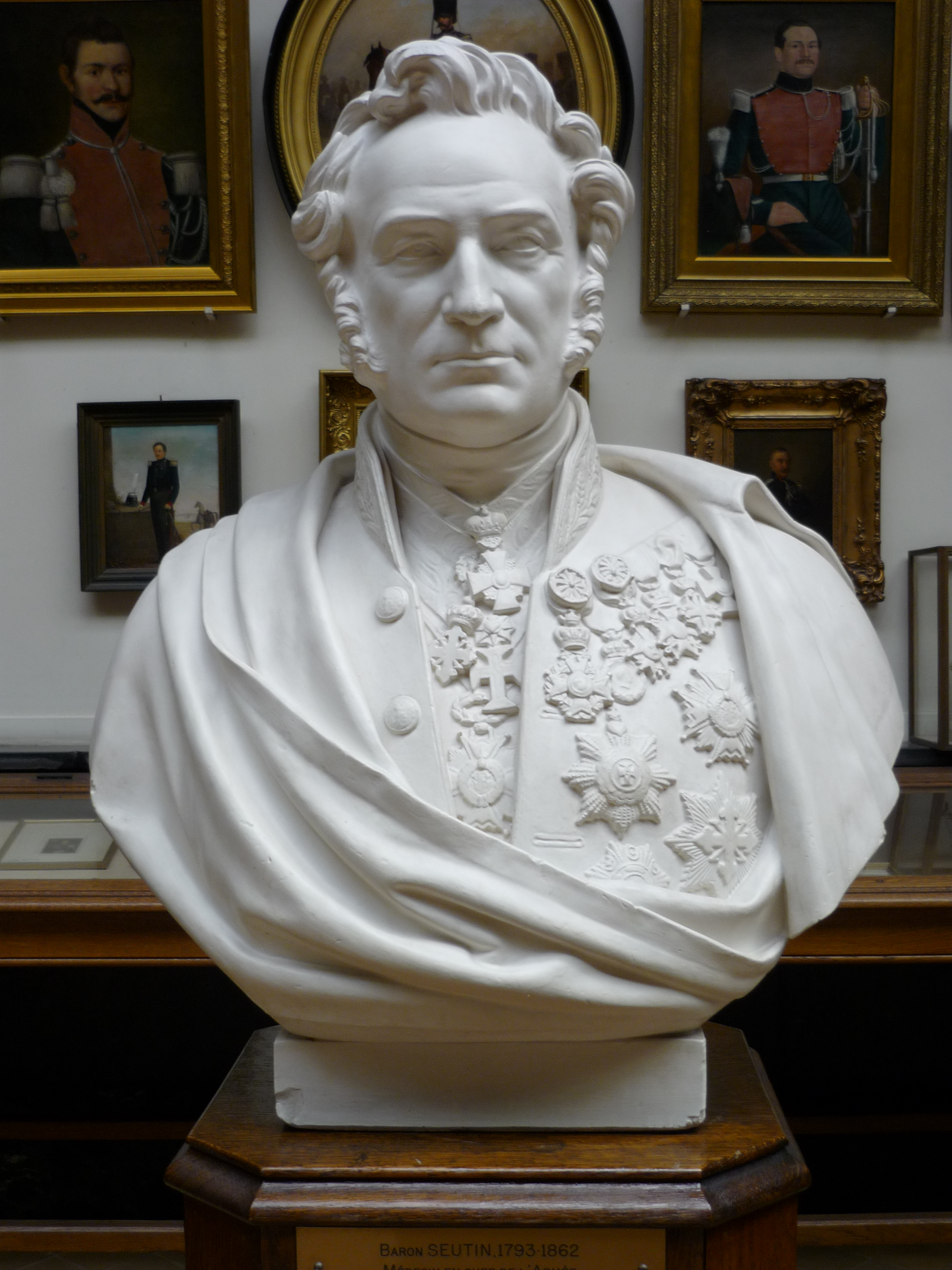
Buste de Louis Seutin

Lors de la révolution belge en 1830, il se met à la disposition du gouvernement provisoire belge. Il soigne des personnalités engagées dans les combats aussi bien que de simples combattants. Il est alors nommé médecin-chef de la nouvelle armée belge et participe au siège d'Anvers en 1832 durant lequel il perfectionne ses connaissances en chirurgie traumatique. Médecin en chef de l’hôpital militaire d’Anvers où il soigne des militaires français blessés, il reçoit la Légion d’honneur le 28 janvier 1833. L'indépendance de la Belgique acquise, il entreprend la réforme du système hospitalier lutte efficacement pour le progrès de l'hygiène publique et hospitalière, avec pour résultat une baisse significative de la mortalité par fièvre puerpérale. Il est le premier à pratiquer l'anesthésie en Belgique, mais aussi il met au point le premier procédé « moderne » de réduction des fractures, la méthode qu'il appelle « amovo inamovible » qu'il va répandre dans plusieurs pays, notamment en Pologne où une société de chirurgie est créée à son nom, mais aussi en Russie. Il devient sénateur et est l'un des fondateurs de l'Université libre de Bruxelles et de l'Académie royale de médecine de Belgique.
Il a présidé à la reconstruction de ce qui était alors le plus important hôpital bruxellois, l'hôpital Saint-Pierre, conçu exclusivement avec une finalité médicale, en remplacement des bâtiments hérités d'une ancienne léproserie.

## Méthode amovo inamovible
La méthode amovo-inamovible  de Louis Seutin est décrite comme présentant les avantages des deux méthodes de réduction des fractures, alors concurrentes à l'époque, mais sans leurs inconvénients respectifs. D'une part, les diverses versions de la méthode inamovible qui offraient de bonnes garanties de solidification osseuse, mais qui se présentaient sous la forme de procédés lourds et immobilisateurs interdisant d'accéder aux plaies des fractures ouvertes, et, d'autre part, les variantes de la méthode amovible qui offraient l'avantage d'être légères et moins immobilisantes, tout en permettant de soigner les fractures ouvertes, avec pour conséquence, cependant, des risques de complications dans le processus de solidification, du fait de la liberté de mouvements offerte par cette méthode. Avec son procédé de bandage rigidifié à  l'amidon, Seutin visait à réaliser une synthèse des avantages des deux méthodes tout en éliminant leurs inconvénients. Progrès incontestable, car sa méthode qui permettait, par la légèreté du pansement, d'accéder aux plaies des fractures ouvertes pour les soigner, tout en assurant aussi la mobilité du malade à bref délai, comme dans la méthode amovible, réduisait aussi les risques de complication osseuse de cette dernière, car elle offrait des possibilités de solidification comparables à celle de la méthode inamovible, mais sans les inconvénients présentés par celle-ci, comme l'immobilisation, les infections et les escarres.
Sa tombe, dans laquelle il est inhumé avec son épouse, se dresse au cimetière de Laeken (Bruxelles). Elle se présente sous la forme d'une stèle sur laquelle figure un médaillon représentant son profil et celui de son épouse.

## Hommages
- Il a été fait baron par le roi Léopold Ier de Belgique ;
- Son nom a été donné à un bâtiment rénové de l'hôpital Brugmann et à la maison de logement des étudiants en médecine de l'hôpital Erasme dépendant de l'université de Bruxelles et du Centre public d'aide sociale de Bruxelles-Capitale ;
- L'université conserve de lui un portrait qui lui avait été offert par ses étudiants ;
- Un buste se trouve au musée royal de l'armée et de l'histoire militaire, parc du Cinquantenaire à Bruxelles ;
- Un buste (dû au sculpteur Jean Hérain) se trouve devant la gare de Nivelles. Le cœur de Louis Seutin déposé dans une urne en bronze a été placé dans le monument commémoratif[5];
- Une imposante statue en pied (due au sculpteur Guillaume Geefs) qui se dressait, au XIXe siècle, à l'entrée de l'hôpital Saint-Pierre (celui construit au temps de Seutin), se trouve, après les deux phases de reconstruction du XXe siècle, à l'entrée du bâtiment des hospitalisations ;
- Un film belge de long métrage avec Jacques Lippe lui a été consacré par Jean-Marie Piquint sous le titre À hauteur d'homme ;
- À Nivelles, une rue menant à l'hôpital porte son nom ; il y a aussi une rue Seutin à Schaerbeek.

## Distinctions
- Commandeur de l'ordre de Léopold (Belgique).
- Commandeur de l'ordre de Sainte-Anne (Russie).
- Commandeur de l'ordre du Christ (Portugal) .
- Officier de la Légion d'honneur (France).
- Chevalier de l'ordre du Lion néerlandais (en 1822).
- Chevalier de l'ordre de l'Aigle rouge de Prusse.
- Chevalier de l'ordre d'Isabelle la Catholique (Espagne).
- Chevalier de l'ordre des Saints-Maurice-et-Lazare (Italie).